# Preobraženskaja ploščaď (stanice metra v Moskvě)
Preobraženskaja ploščaď (Преображе́нская пло́щадь) je stanice moskevského metra. Pojmenována je podle stejnojmenného náměstí.

## Charakter stanice
Preobraženskaja ploščaď se nachází ve východní částí Sokolničeské linky, je to mělce založená (8 m hluboko) hloubená pilířová stanice s ostrovním nástupištěm. Z něj vedou dva výstupy po pevných schodištích do dvou podpovrchových, mělce založených, vestibulů.
V prostoru nástupiště je výzdoba oproti stanicím z 50. let 20. století velmi strohá; sloupy obkládá zelený mramor, na stěny za nástupištěm byly použity dlaždice bílé a zelené barvy. Na podlahu byla užita šedá a červená žula. Ve stanici nejsou umístěna žádná umělecká díla.

## Historický vývoj
Stanice byla otevřena 31. prosince 1965, jako součást prodloužení Sokolničeské linky o úsek Sokolniki – Preobraženskaja ploščaď s pouhou jednou stanicí. Na mezistaničním úseku se nachází betonový most přes říčku Jauzu. Do roku 1990 plnila Preobraženskaja ploščaď funkci konečné, poté byla linka prodloužena o další dvě stanice dále na východní okraj Moskvy. V souvislosti s prodloužením byly také zrušeny i kolejové přejezdy, které se nacházely nedaleko za stanicí a umožňovaly obracení vlaků. Od prosince 2009 do března 2010 proběhla rekonstrukce stěn.